# Боно (Сардинія)
Боно (італ. Bono, сард. Bono) — муніципалітет в Італії, у регіоні Сардинія, провінція Сассарі.
Боно розташоване на відстані близько 340 км на південний захід від Рима, 135 км на північ від Кальярі, 55 км на південний схід від Сассарі.
Населення — 3583 особи (2014).
Щорічний фестиваль відбувається 29 вересня. Покровитель — святий Архангел Михаїл.

## Демографія
Населення за роками:

Станом на 1 січня 2023 року в муніципалітеті офіційно проживало 46 іноземців з 14 країн, серед них 17 громадян країн Євросоюзу та 3 громадяни України.

## Сусідні муніципалітети
- Анела
- Бенетутті
- Бонорва
- Боттідда
- Бультеї
- Бургос
- Нугеду-Сан-Ніколо
- Оніфері
- Оротеллі